# The Lucky Ones (Mudhoney)
The Lucky Ones è l'ottavo album dei Mudhoney, pubblicato l'8 maggio del 2008.

## Tracce
Testi e musiche di Mudhoney.
1. I'm Now – 2:40
2. Inside Out Over You – 3:25
3. The Lucky Ones – 4:52
4. Next Time – 3:01
5. And the Shimmering Light – 3:05
6. The Open Mind – 2:26
7. What's This Thing? – 2:54
8. Running Out – 3:28
9. Tales of Terror – 3:17
10. We Are Rising – 4:30
11. New Meaning – 2:39

## Formazione
- Mark Arm - voce, chitarra
- Guy Maddison - basso
- Dan Peters - batteria
- Steve Turner - chitarra